# Kościół św. Józefa Oblubieńca w Nisku
Kościół świętego Józefa Oblubieńca – rzymskokatolicki kościół parafialny należący do dekanatu Nisko diecezji sandomierskiej.

## Historia i architektura

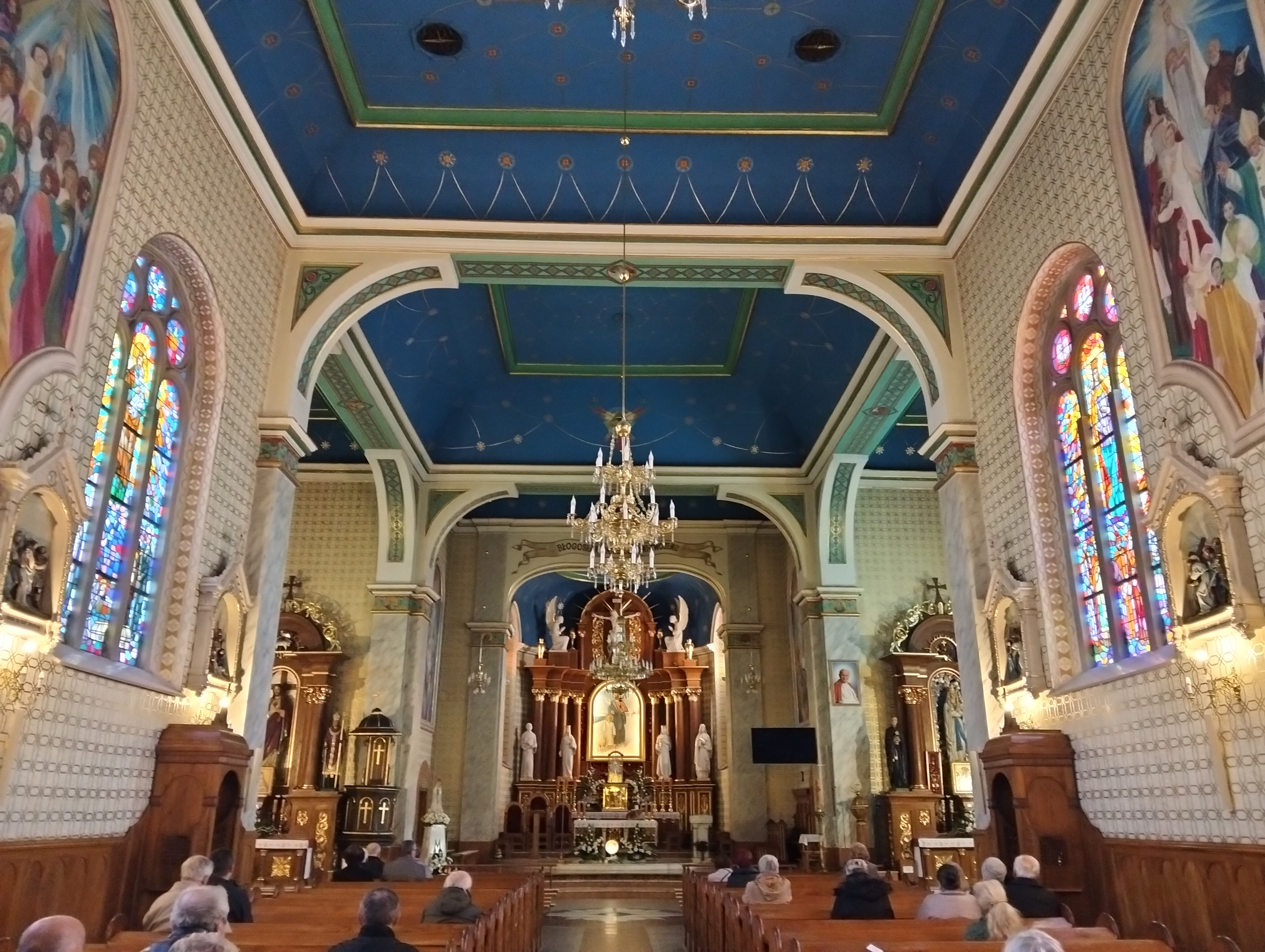
Wnętrze świątyni

Budowa świątyni została rozpoczęta w 1892 roku i zakończona w 1896 roku. W dniu 16 października 1896 roku świątynia została oddana do użytku wiernych. W dniu 10 czerwca 1901 roku biskup Karol Fischer uroczyście poświęcił świątynię. Była ona jednak nadal kościołem filialnym parafii w Racławicach, jednakże Kuria Biskupia w Przemyślu wydało pismo z dnia 8 marca 1907 roku upoważniające księdza ekspozyta w Nisku do wykonywania wszystkich czynności parafialnych dla mieszkańców Niska. Po wybuchu I wojny światowej w dniu 18 września 1914 roku podczas ostrzeliwania Niska świątynia spłonęła. Odbudowa została rozpoczęta w 1919 roku i zakończona została w 1922 roku według projektu inżyniera Majerskiego z Przemyśla. Wczesną wiosną 1923 roku świątynia została ponownie uroczyście poświęcona. W dniu 27 września 1927 roku dekretem wydanym przez biskupa Anatola Nowaka świątynia została mianowana samodzielnym kościołem parafialnym. Podczas II wojny światowej kościół utracił cztery dzwony zarekwirowane przez Niemców na cele wojenne. Nowe dzwony zostały zamontowane w 1950 roku. Ołtarze boczne powstały w 1953 roku. W latach 1974–78 świątynia została wyremontowana. Zostały odnowione malowidła sufitu, dach został pokryty blachą cynkową, natomiast ściany otrzymały nowe tynki.